# Пітер Ґолден
Пітер Бенджамін Ґо́лден (англ. Peter Benjamin Golden, народився в 1941) — американський історик-тюрколог, ісламознавець, почесний професор Ратґерського університету, науковий керівник Центру близькосхідних досліджень (Нью-Брансвік).
Здобув ступінь бакалавра в Queens College міського університету Нью-Йорка в 1963, а ступінь магістра й Ph.D. з історії в Колумбійському університеті у 1968 і 1970 роках, відповідно.
Є автором значної кількості книг, статей та інших друкованих праць у галузі тюркологічних і центральноазіатських досліджень.

## Досягнення, нагороди та професійне визнання
2005—2006 — член інституту перспективних досліджень (Принстон).
2001 — стипендіат Національного гуманітарного фонду.
1994 — премія Ради піклувальників Ратґерського університету за видатні досягнення в галузі наукових досліджень.
1989 — обраний почесним членом Türk Dil Kurumu (Товариства турецької мови).

## Посиланя
- Сторінка П. Ґолдена на сайті Ратґерського університету